# Fußball-Weltmeisterschaft 2018/Frankreich
Dieser Artikel behandelt die französische Nationalmannschaft der Männer bei der Fußball-Weltmeisterschaft 2018. Dies war für Frankreichs Fußballer die 15. Teilnahme an einer Weltmeisterschaftsendrunde, bei der sie zum zweiten Mal nach 1998 den Titel gewannen.

## Qualifikation

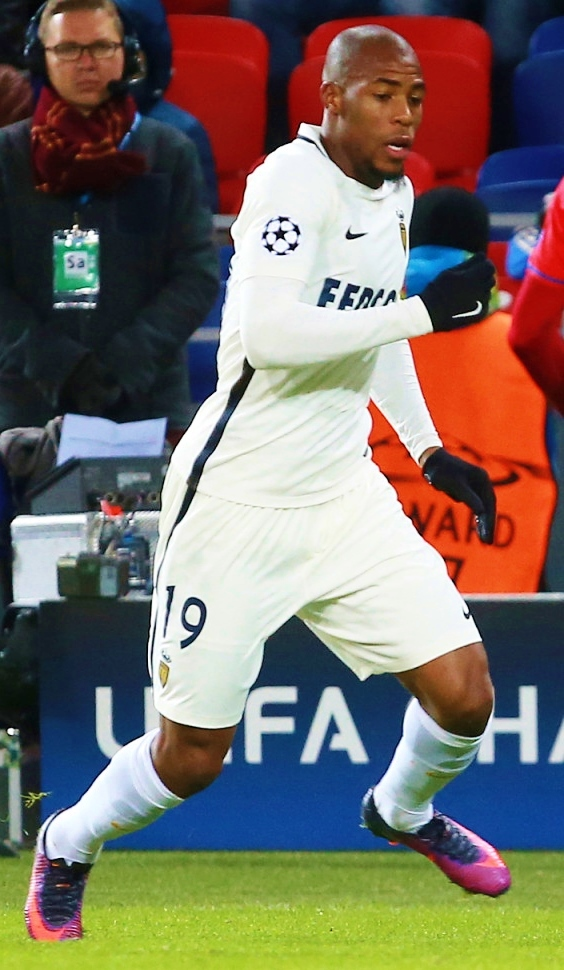
Djibril Sidibé

Frankreich traf in der Europa-Gruppe A auf folgende Gegner:
| Frankreich  | - | Schweden   | 2:1 und 1:2 |
| Niederlande | - | Frankreich | 0:1 und 0:4 |
| Frankreich  | - | Bulgarien  | 4:1 und 1:0 |
| Luxemburg   | - | Frankreich | 1:3 und 0:0 |
| Belarus     | - | Frankreich | 0:0 und 1:2 |

Aufgrund der Niederlage im sechsten Gruppenspiel gegen Schweden schien es für Frankreich noch einmal eng zu werden, doch sorgte bereits der folgende und überzeugend herausgespielte Heimsieg gegen die Niederlande für eine gewisse Entspannung. Daran änderte auch das ebenfalls vor eigenem Publikum ausgetragene, als peinlich und teilweise sogar als „Fiasko“ bewertete, torlose Remis gegen die Nachbarn aus Luxemburg nicht mehr viel, weil am vorletzten Spieltag in Bulgarien – in zurückliegenden Jahrzehnten einer der größten Angstgegner („bête noire“) der Franzosen – gewonnen werden konnte. Als Gruppensieger hatten die Bleus sich direkt für die WM-Endrunde in Russland qualifiziert. Dies gelang anschließend auch noch den zweitplatzierten Schweden, die sich in zwei Barrage-Spielen gegen Italien durchsetzten.

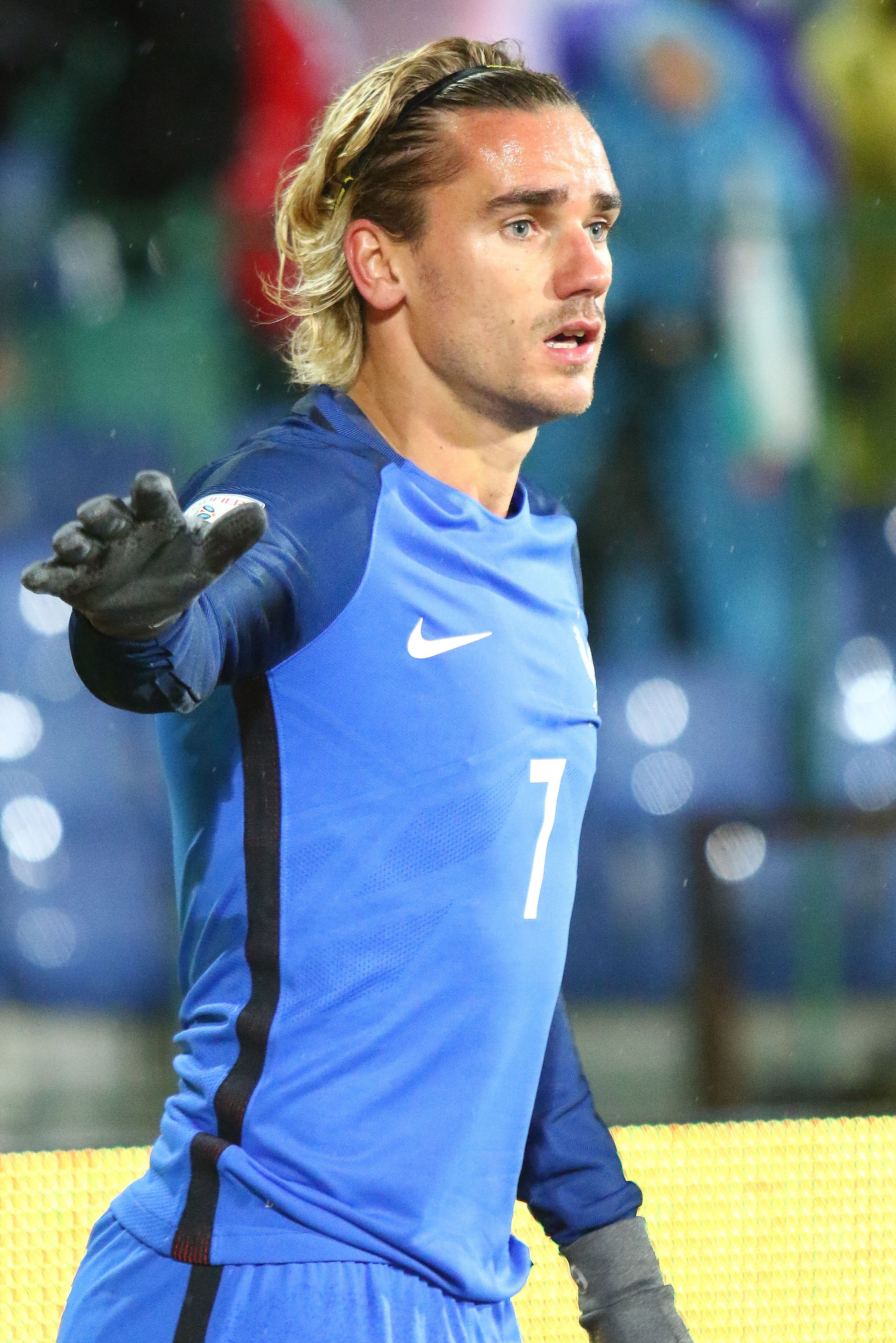
Antoine Griezmann

In diesen zehn Begegnungen hat Trainer Didier Deschamps häufig umgestellt, auch mehrfach mit unterschiedlichen Spielsystemen – insbesondere dem 4-2-3-1 und dem 4-3-3 − experimentiert sowie insgesamt 30 Spieler eingesetzt, von denen lediglich zwei (Sidibé und Griezmann) an sämtlichen Partien teilgenommen haben. Dabei ist ihm eine erhebliche Verjüngung des Kaders gelungen, denn exakt die Hälfte dieser Spieler war im Spätherbst 2017 erst höchstens 25 Jahre alt (Geburtsjahrgänge 1992 bis 1998).
Im Einzelnen wurden berücksichtigt (Zahl der Einsätze in Klammern, wobei beispielsweise „3+2e“ bedeutet, dass der betreffende Spieler dreimal in der Startelf stand und weitere zweimal eingewechselt wurde):
Tor

Hugo Lloris (9), Steve Mandanda (1)
Abwehr

Djibril Sidibé (9+1e), Laurent Koscielny (8), Raphaël Varane (7), Samuel Umtiti (5), Layvin Kurzawa (5), Benjamin Mendy (2), Lucas Digne (2), Patrice Evra (1), Bacary Sagna (1), Christophe Jallet (1e)
Mittelfeld

Dimitri Payet (5+3e), Blaise Matuidi (7), Paul Pogba (7), N’Golo Kanté (5+2e), Moussa Sissoko (5+1e), Thomas Lemar (3+1e), Kingsley Coman (2+1e), Corentin Tolisso (2), Adrien Rabiot (2e)
Angriff

Antoine Griezmann (10), Olivier Giroud (7+1e), Kylian Mbappé (2+4e), Kevin Gameiro (2+1e), Alexandre Lacazette (1+2e), Nabil Fekir (3e), Anthony Martial (1+1e), Ousmane Dembélé (1+1e), André-Pierre Gignac (2e)
Torschützen

Frankreichs 18 Treffer erzielten Giroud, Griezmann (je 4), Gameiro, Lemar, Payet, Pogba (je 2), Matuidi und Mbappé (je 1).

## Aufgebot
Gemäß FIFA-Regularien musste zunächst ein „provisorisches Aufgebot“ mit 30 Spielern benannt werden, das kurz vor Frankreichs erstem Gruppenspiel auf den endgültigen Kader aus drei Torhütern und 20 Feldspielern zu reduzieren war. Trainer Deschamps hat sich allerdings, wie bereits bei der WM 2014 und der EM 2016, auch 2018 schon frühzeitig auf seine „endgültigen“ 23 Spieler festgelegt. Dieser Kreis wies bei Turnierbeginn ein Durchschnittsalter von exakt 26 Jahren und 10 Tagen auf – nur die Nigerianer waren noch jünger –, und lediglich neun der Akteure hatten bereits eine Zahl von 20 und mehr A-Länderspielen bestritten.
| Nr.         | Name              | Verein (a)                  | Geburtstag (Alter) (b) | Spiele (Tore) (c) | WM-Spiele/ (Startelf) (d) | WM- Tore (d) | (e)          | Gelb-Rote Karte | Rote Karte   |
| Tor         | Tor               | Tor                         | Tor                    | Tor               | Tor                       | Tor          | Tor          | Tor             | Tor          |
| ----------- | ----------------- | --------------------------- | ---------------------- | ----------------- | ------------------------- | ------------ | ------------ | --------------- | ------------ |
| 23          | Alphonse Aréola   | Paris Saint-Germain FC      | 27. Feb. 1993 (25)     | 00 0(0)           | ohne Einsatz              | ohne Einsatz | ohne Einsatz | ohne Einsatz    | ohne Einsatz |
| 01          | Hugo Lloris       | Tottenham Hotspur (ENG)     | 26. Dez. 1986 (31)     | 98 0(0)           | 6 / (6)                   | 0            | 0            | 0               | 0            |
| 16          | Steve Mandanda    | Olympique Marseille         | 28. März 1985 (33)     | 27 0(0)           | 1 / (1)                   | 0            | 0            | 0               | 0            |
| Abwehr      |                   |                             |                        |                   |                           |              |              |                 |              |
| 21          | Lucas Hernández   | Atlético Madrid (SPA)       | 14. Feb. 1996 (22)     | 05 0(0)           | 7 / (7)                   | 0            | (1)+1        | 0               | 0            |
| 03          | Presnel Kimpembe  | Paris Saint-Germain FC      | 13. Aug. 1995 (22)     | 02 0(0)           | 1 / (1)                   | 0            | 0            | 0               | 0            |
| 22          | Benjamin Mendy    | Manchester City (ENG)       | 17. Jul. 1994 (23)     | 07 0(0)           | 1 / (0)                   | 0            | 0            | 0               | 0            |
| 02          | Benjamin Pavard   | VfB Stuttgart (DEU)         | 28. März 1996 (22)     | 06 0(0)           | 6 / (6)                   | 1            | (1)          | 0               | 0            |
| 17          | Adil Rami         | Olympique Marseille         | 27. Dez. 1985 (32)     | 35 0(1)           | ohne Einsatz              | ohne Einsatz | ohne Einsatz | ohne Einsatz    | ohne Einsatz |
| 19          | Djibril Sidibé    | AS Monaco                   | 29. Jul. 1992 (25)     | 17 0(1)           | 1 / (1)                   | 0            | 0            | 0               | 0            |
| 05          | Samuel Umtiti     | FC Barcelona (SPA)          | 14. Nov. 1993 (24)     | 19 0(2)           | 6 / (6)                   | 1            | 0            | 0               | 0            |
| 04          | Raphaël Varane    | Real Madrid (SPA)           | 25. Apr. 1993 (25)     | 42 0(2)           | 7 / (7)                   | 1            | 0            | 0               | 0            |
| Mittelfeld  |                   |                             |                        |                   |                           |              |              |                 |              |
| 13          | N’Golo Kanté      | FC Chelsea (ENG)            | 29. März 1991 (27)     | 24 0(1)           | 7 / (7)                   | 0            | 2            | 0               | 0            |
| 08          | Thomas Lemar      | AS Monaco                   | 12. Nov. 1995 (22)     | 12 0(3)           | 1 / (1)                   | 0            | 0            | 0               | 0            |
| 14          | Blaise Matuidi    | Juventus Turin (ITA)        | 9. Apr. 1987 (31)      | 67 0(9)           | 5 / (4)                   | 0            | (2)          | 0               | 0            |
| 15          | Steven Nzonzi     | FC Sevilla (SPA)            | 15. Dez. 1988 (29)     | 04 0(0)           | 5 / (1)                   | 0            | 0            | 0               | 0            |
| 06          | Paul Pogba        | Manchester United (ENG)     | 15. März 1993 (25)     | 54 0(9)           | 6 / (6)                   | 1 (f)        | (1)          | 0               | 0            |
| 12          | Corentin Tolisso  | Bayern München (DEU)        | 3. Aug. 1994 (23)      | 09 0(0)           | 5 / (2)                   | 0            | (1)          | 0               | 0            |
| Angriff     |                   |                             |                        |                   |                           |              |              |                 |              |
| 11          | Ousmane Dembélé   | FC Barcelona (SPA)          | 15. Mai 1997 (21)      | 12 0(2)           | 4 / (2)                   | 0            | 0            | 0               | 0            |
| 18          | Nabil Fekir       | Olympique Lyon              | 18. Jul. 1993 (24)     | 12 0(2)           | 6 / (0)                   | 0            | 0            | 0               | 0            |
| 09          | Olivier Giroud    | FC Chelsea (ENG)            | 30. Sep. 1986 (31)     | 74 (31)           | 7 / (6)                   | 0            | (1)          | 0               | 0            |
| 07          | Antoine Griezmann | Atlético Madrid (SPA)       | 21. März 1991 (27)     | 54 (20)           | 7 / (7)                   | 4            | 0            | 0               | 0            |
| 10          | Kylian Mbappé     | Paris Saint-Germain FC      | 20. Dez. 1998 (19)     | 15 0(4)           | 7 / (6)                   | 4            | (1)+1        | 0               | 0            |
| 20          | Florian Thauvin   | Olympique Marseille         | 26. Jan. 1993 (25)     | 04 0(0)           | 1 / (0)                   | 0            | 0            | 0               | 0            |
| Trainerstab |                   |                             |                        |                   |                           |              |              |                 |              |
|             | Didier Deschamps  | Cheftrainer (Sélectionneur) | 15. Okt. 1968 (49)     |                   |                           |              |              |                 |              |
|             | Guy Stéphan       | Co-Trainer                  | 17. Okt. 1956 (61)     |                   |                           |              |              |                 |              |

Deschamps hatte zudem einen Kreis von elf Reservisten benannt, aus denen er bei Bedarf Spieler des 23er-Kaders hätte ersetzen können. Dabei handelt es sich um Torwart Benoît Costil (Girondins Bordeaux), die Abwehrspieler Mathieu Debuchy (AS Saint-Étienne), Kurt Zouma (Stoke City), Mamadou Sakho (Crystal Palace) und Lucas Digne (FC Barcelona), für das Mittelfeld Adrien Rabiot (Paris Saint-Germain), Moussa Sissoko (Tottenham Hotspur) und Kingsley Coman (Bayern München) sowie die Angreifer Anthony Martial (Manchester United), Wissam Ben Yedder (FC Sevilla) und Alexandre Lacazette (FC Arsenal).
Auf zwei Spieler, die bis zuletzt zum Stamm der Bleus zählten, mussten die Franzosen verletzungsbedingt verzichten, nämlich auf Laurent Koscielny (FC Arsenal) und Dimitri Payet (Olympique Marseille).

## Vorbereitung, Unterkunft und Prämienregelung
Vorbereitungsspiele waren ab März 2018 vereinbart gegen Kolumbien (2:3), anschließend beim WM-Gastgeber (3:1) sowie gegen Irland (2:0), Italien (3:1) und die USA (1:1).
Am 11. Juni hat der französische Tross Quartier im Hotel „Hilton Garden Inn Moscow New Riga“ in Kostroma (Stadtkreis Istra, Oblast Moskau), knapp 60 km westlich von Moskau entfernt, bezogen. Die Kleinstadt weist den Vorteil auf, dass der Flughafen Scheremetjewo nicht weit entfernt liegt. Trainingsmöglichkeiten hat die Mannschaft im „Glebowez-Stadion“ im benachbarten Glebowski.
Wie schon seit der Europameisterschaft 2012 üblich, teilen sich die Spieler einen 2018 auf 30 % festgelegten Anteil des Betrages, den die FIFA an den französischen Verband überweisen wird. Voraussetzung dafür ist das Erreichen des Viertelfinales. Aufgrund des Titelgewinns betrug die Prämie insgesamt knapp 10 Millionen Euro, also rund 430.000 Euro pro Spieler.

## Spiele bei der WM-Endrunde
Für die Auslosung der Gruppen wurden die Franzosen zum Zeitpunkt, als die Lostöpfe auf Basis der FIFA-Weltrangliste festgelegt wurden (Oktober 2017), als Siebtplatzierte dem Topf 1 zugeordnet.

### Vorrunde
In der Vorrundengruppe C waren Peru, Dänemark und Australien die ersten Gegner der Bleus. 
Gegen Australien hatten die Franzosen zuvor viermal gespielt, zuletzt im Oktober 2013 mit einem 6:0-Erfolg, gegen Peru sogar erst einmal – und dabei im April 1982 in Paris mit 0:1 verloren. Bei einer Weltmeisterschaftsendrunde ist Frankreich gegen beide noch nie angetreten. Die Australier konnten beim Konföderationen-Pokal 2001 ihren einzigen Sieg – ebenfalls mit 1:0 – gegen die Bleus verzeichnen, die dort allerdings sämtliche anderen Partien für sich entschieden und den Wettbewerb gewannen.
Mit Dänemark hingegen war es schon zu 15 Begegnungen gekommen, von denen Frankreich acht gewonnen und sechs verloren hatte. Darunter war in der Frühzeit des Fußballs die höchste Niederlage seiner Länderspielgeschichte, ein 1:17 beim olympischen Fußballturnier 1908. Zweimal waren diese beiden Nationalmannschaften auch schon zu WM-Gruppenspielen aufeinander getroffen; 1998 gewann Frankreich mit 2:1, 2002 die Dänen mit 2:0.
| Sa., 16. Juni 2018, 12:00 Uhr MESZ, in Kasan         |   |            |           |
| Frankreich                                           | – | Australien | 2:1 (0:0) |
| Do., 21. Juni 2018, 17:00 Uhr MESZ, in Jekaterinburg |   |            |           |
| Frankreich                                           | – | Peru       | 1:0 (1:0) |
| Di., 26. Juni 2018, 16:00 Uhr MESZ, in Moskau        |   |            |           |
| Frankreich                                           | – | Dänemark   | 0:0       |

Im Auftaktmatch vertraute Deschamps auf eine extrem junge Mannschaft, deren Durchschnittsalter 24,5 Jahren betrug und in der fünf Spieler lediglich über die Erfahrung aus maximal 15 A-Länderspielen verfügten. In einer durchaus offenen Partie, in der die Elf im 4-3-3 antrat und bei der der Trainer nach 70 Minuten zwei „frische“ Angreifer einwechselte, fiel Frankreichs Siegtreffer durch ein Eigentor von Aziz Behich, der einen Schuss von Pogba abfälschte, erst relativ kurz vor Schluss. Deschamps kritisierte anschließend, bis auf die erste Viertelstunde mit vier präzisen Torschüssen habe die Offensivreihe Griezmann–Mbappé–Dembélé es an Tempo vermissen lassen: „Die Dreierspitze hat den Kängurus lediglich ihre Milchzähne gezeigt“. Entsprechend benotete France Football deren Leistungen lediglich mit zwei (Dembélé), drei (Griezmann) und vier (Mbappé) – die Bestnote in Frankreich ist die zehn –, wohingegen Torhüter Lloris und der defensive Mittelfeldakteur Kanté als die beiden einzigen bezeichnet wurden, die bereits WM-Niveau bewiesen hätten.
Beim zweiten Spiel, in dem Torhüter Lloris in den exklusiven „Hunderter-Club“ aufrückte und die Équipe tricolore sich vorzeitig das Erreichen der K.o.-Runde sicherte, veränderte der Chefcoach die Startformation auf zwei Positionen, brachte für Tolisso und Dembélé Matuidi im linken offensiven Mittelfeld und Giroud als Sturmspitze. Dies ergab taktisch eher ein 4-2-3-1 als ein 4-3-3. Insbesondere die Hereinnahme von Olivier Giroud zahlte sich nicht nur deshalb aus, weil der Treffer des Tages größtenteils auf sein Konto ging – Mbappé verlängerte seinen abgefälschten Schuss lediglich noch Zentimeter vor der Torlinie in den Kasten. Vielmehr erwies er sich in der Defensive wie offensiv als effizienter Ballsicherer und -verteiler, war „unverzichtbar und als Stürmer Nr. 1 der Bleus – er und niemand anderes“. Sein üblicher Angriffspartner Griezmann hingegen blieb erneut blass und war wiederum nicht die Schaltstation im französischen Offensivspiel. Insbesondere Kanté (Note 8), Varane, Hernández und Pogba (jeweils mit der 7 bewertet) stellten weitere Pluspunkte der Elf dar.
Gegen Dänemark baute Deschamps erneut um, indem er in seiner Startelf vier Spielern (Torhüter Mandanda, Sidibé, Kimpembe und Lemar) ihren ersten WM-Einsatz ermöglichte, später auch noch dem eingewechselten Mendy. Umtiti, Mbappé sowie die mit einer Verwarnung vorbelasteten Pogba, Matuidi und Tolisso saßen beim Anstoß nur auf der Bank. In einer Partie gegen außerordentlich tief stehende Dänen hatte Frankreich sich kaum eine Torchance herausgearbeitet, und keiner der WM-Debütanten bot eine Leistung, die dazu angetan war, sich für das bevorstehende Achtelfinale besonders zu empfehlen. Für France Football zählten deshalb insbesondere die Spieler, die diesmal zuschauen mussten, zu den Gewinnern, dazu der nach 70 Minuten eingewechselte Fekir, der als einziger Angreifer wenigstens so etwas wie Siegeswillen nachgewiesen habe. Lemar, Griezmann (jeweils mit der Note 2 von 10), Dembélé und Giroud (jeweils die 3) hingegen rechnete das Fachblatt zu den schwächsten Franzosen, die die Gruppenphase gleichwohl als Tabellenführer abschlossen. Und auch am Trainer äußerte France Football erstmals deutliche Kritik, weil es ihm bisher nicht gelungen sei, „seiner Elf ein Gesicht zu geben, das für die bevorstehenden K.o.-Spiele Gutes verspreche“.
Für die Redaktion von L’Équipe mündet das Fazit nach Abschluss der Gruppenphase in der Frage, weshalb Frankreich solche Angriffsschwächen gezeigt hat. Was die Bewertung der eingesetzten Akteure angeht, sieht die tägliche Sportzeitung nur drei von ihnen – Kanté und mit kleinen Abstrichen Lloris und Pogba – auf der Höhe ihrer Leistungsfähigkeit. Hernández, Giroud, Fekir und Varane zählen ebenfalls noch zu denen, die ihr Vermögen nachweisen konnten. Dagegen hätten Matuidi, Umtiti und in allererster Linie Griezmann stark enttäuscht. Gerade von ihm, bei der Europameisterschaft 2016 noch turnierbester Spieler und Torschützenkönig, erwartet sie im Achtelfinale den Durchbruch.

### Achtelfinale
Gegen Argentinien weisen die Bleus eine negative Bilanz mit lediglich zwei Siegen und drei Remis aus elf Begegnungen auf. Frankreichs letzter Erfolg liegt über 32 Jahre zurück. Zweimal kam es bisher bei Weltmeisterschafts-Vorrunden zum Aufeinandertreffen der Teams, zweimal unterlag Frankreich den Südamerikanern: 1930 in Uruguay mit 0:1, 1978 in Argentinien mit 1:2.
| Sa., 30. Juni 2018, 16:00 Uhr MESZ, in Kasan |   |             |           |
| Frankreich                                   | – | Argentinien | 4:3 (1:1) |

Die Franzosen begannen mit denselben elf Spielern wie gegen Peru; allerdings wurde Matuidi nicht erneut auf der linken Außenbahn positioniert, sondern Deschamps kehrte zum 4-3-3 zurück. Diesmal überzeugten die furiosen Bleus, die in einem spektakulären und abwechslungsreichen Spiel „endlich bei der Weltmeisterschaft angekommen sind“. Mann des Spiels war der zweifache Torschütze Kylian Mbappé, der zudem vor der französischen 1:0-Führung – Griezmann, der vier Minuten zuvor bereits einen Freistoß an die Querlatte gesetzt hatte, verwandelte den Foulelfmeter – im argentinischen Strafraum nur regelwidrig gestoppt werden konnte. Auch ansonsten stellte der 19-jährige Doppeltorschütze die gegnerische Abwehr aufgrund seiner enormen Schnelligkeit wiederholt vor große Probleme. Hinzu kam, dass die Außenverteidiger Pavard und Hernández die französischen Offensivkräfte häufig verstärkten; der Ausgleichstreffer zum 2:2 war eine Koproduktion der beiden auch erst 22-jährigen Spieler.
Dementsprechend benotete France Football Mbappé mit der 8, Pavard, Hernández, Kanté und Matuidi mit der 7, Umtiti, Pogba und Griezmann mit der 6. Eine 5 gab es für Lloris, der bei den drei Gegentreffern freilich machtlos war, Varane und Giroud, der erst in der zweiten Halbzeit besser ins Spiel kam. Für Didier Deschamps war dies das 80. Länderspiel als Cheftrainer; damit ist er der alleinige Rekordhalter in der Geschichte der Nationalmannschaft.
Mbappé war der erste unter 20-Jährige seit der WM 1958, der in einem K.o.-Spiel mehr als einen Treffer erzielte. 60 Jahre zuvor war dies dem sogar erst 17-jährigen Pelé gleich zweimal gelungen: im Endspiel gegen Schweden und zuvor bereits im Halbfinale – gegen Frankreich. Pelé ließ es sich nach dem Abpfiff nicht nehmen, Mbappé per Twitter dazu zu gratulieren. Im Finale zog der Franzose auch insofern mit dem Brasilianer gleich, als er auch dort ein Tor erzielte.

### Viertelfinale
Mit Uruguay hatten die Franzosen in der Vergangenheit achtmal zu tun, das erste Mal beim olympischen Turnier 1924, als die Südamerikaner Frankreichs erster außereuropäischer Länderspielpartner wurden. Auch gegen diesen Gegner ist die französische Bilanz negativ mit nur einem Sieg, aber drei Niederlagen. Dieses Viertelfinale ist bereits das vierte Aufeinandertreffen anlässlich einer WM Endrunde nach 1966 (1:2), 2002 und 2010 (jeweils 0:0).
| Fr., 6. Juli 2018, 16:00 Uhr MESZ, in Nischni Nowgorod |   |         |           |
| Frankreich                                             | – | Uruguay | 2:0 (1:0) |

Matuidi war für diese Begegnung aufgrund zweier gelber Karten gesperrt; für ihn stand Tolisso in der ansonsten erneut unveränderten Startformation. Frankreich setzte sich gegen die ohne ihren verletzten Torjäger Cavani antretenden Südamerikaner in einem unspektakulären Match aufgrund ihrer sicheren Abwehr und dank der etwas größeren offensiven Durchschlagskraft durch, wobei ihnen Torhüter Muslera beim zweiten Treffer mit einem groben Patzer hilfreich zur Seite stand. Für France Football waren die Besten Lloris, Varane (Note 8), Pavard, Umtiti, Pogba und Griezmann (alle die 7) sowie einmal mehr insbesondere der omnipräsente Kanté (Note 9).

### Halbfinale
In dieser Runde wartet mit Belgien der Gegner auf die Bleus, gegen den sie in ihrer 114-jährigen Länderspielgeschichte mit großem Abstand am häufigsten angetreten sind. Und wiederum ist die französische Bilanz negativ: 24-mal gewann Frankreich, 19-mal trennte man sich unentschieden, aber 30 Begegnungen gewann der nördliche Nachbar. Bei WM-Endrunden kam es allerdings zu lediglich zwei Aufeinandertreffen, und die hatten jeweils die Franzosen zum Sieger: 1938 in Frankreich in der ersten Runde mit 3:1 und 1986 in Mexiko beim Spiel um Platz drei mit 4:2 nach Verlängerung. Gleiches gilt für das einzige Spiel der beiden anlässlich einer Europameisterschaftsendrunde, in dem die Bleus die „Roten Teufel“ 1984 gar mit 5:0 bezwangen.
| Di., 10. Juli 2018, 20:00 Uhr MESZ, in Sankt Petersburg |   |         |           |
| Frankreich                                              | – | Belgien | 1:0 (0:0) |

Zum belgischen Trainerteam gehört mit Thierry Henry, der sich darin seit 2016 speziell um die Offensivkräfte kümmert, Frankreichs erfolgreichster Nationalelf-Torschütze und zudem der Spieler, der bei vier Endrunden (1998 bis 2010) die meisten Weltmeisterschaftsspiele für die Équipe Tricolore bestritten hat.
Didier Deschamps entschied sich wieder für die elf Spieler des Vorrundenspiels gegen Peru und des Achtelfinales, das hieß, Tolisso musste seinen Platz aus dem Uruguay-Spiel zugunsten Matuidis räumen. Diese Mannschaft setzte sich in einem „über weite Strecken unterhaltsamen Halbfinale … mit hohem Tempo und Spiel auf hohem Niveau“ gegen die nördlichen Nachbarn durch, wobei die belgische Offensivreihe Hazard/Lukaku/De Bruyne gegen „tief stehende und sehr gut verschiebende Franzosen zunehmend ein wenig ratlos wirkte. Der Weg zum Tor war wie vernagelt.“ Es waren insbesondere der überragende Torwart Lloris, die Innenverteidiger Varane und Umtiti, der Schütze des entscheidenden Treffers, sowie die Mittelfeldreihe Kanté/Pogba/Matuidi, an denen die Belgier „sich die Zähne ausbissen“.

### Endspiel

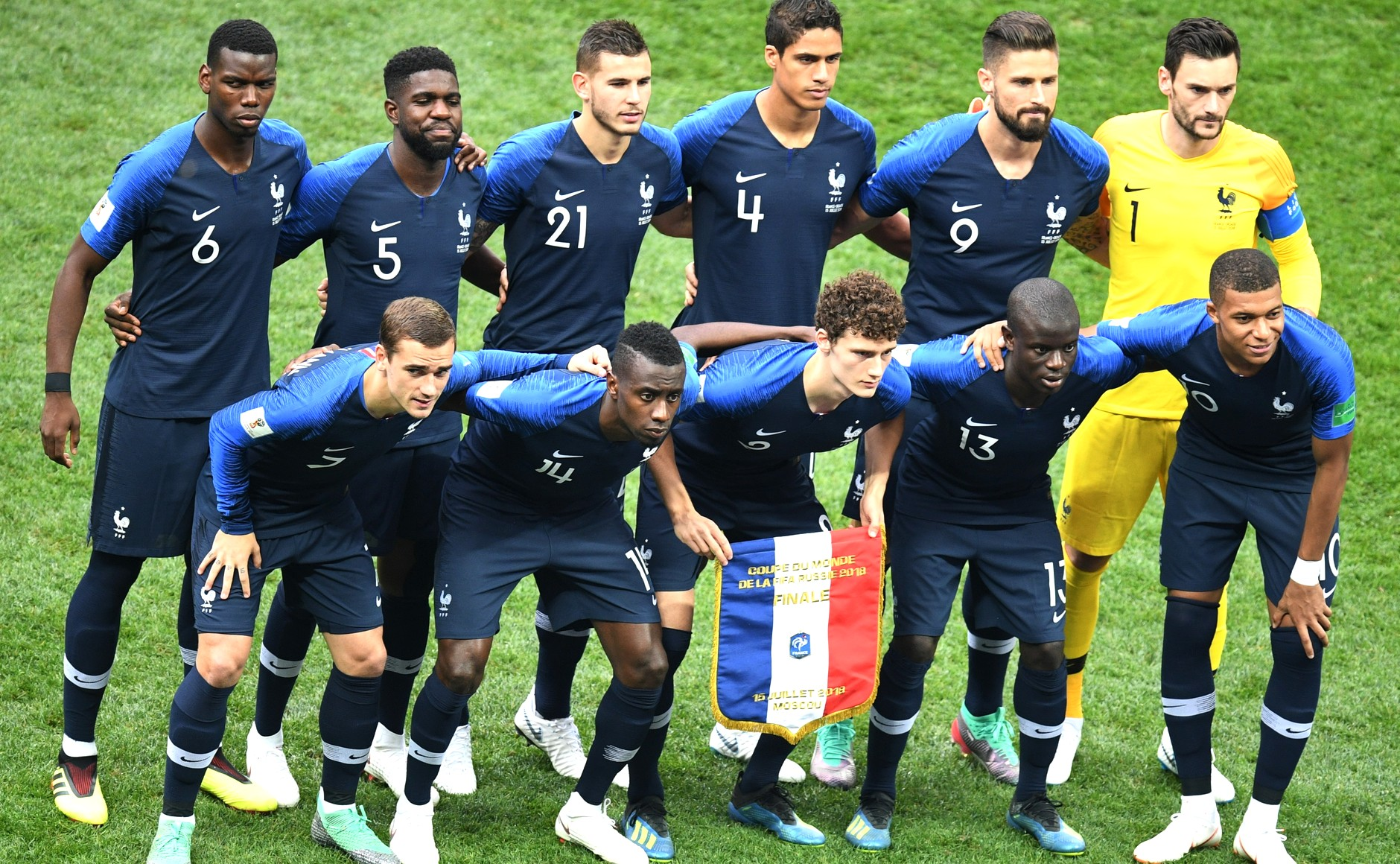
Die französische Startelf im WM-Finale (v.l.n.r). Oben: Pogba, Umtiti, Hernández, Varane, Giroud, Lloris; unten: Griezmann, Matuidi, Pavard, Kanté, Mbappé.

Gegen Kroatien sind die Bleus noch ungeschlagen (3 Siege, 2 Remis, keine Niederlage). In den Kontinentalturnieren gab es zwei Begegnungen; beim WM-Halbfinale 1998 gewann Frankreich mit 2:1 und in der Europameisterschafts-Vorrunde 2004 trennte man sich 2:2. Das letzte (Freundschafts-)Spiel der beiden im März 2011 endete 0:0.
| So., 15. Juli 2018, 17:00 Uhr MESZ, in Moskau |   |          |           |
| Frankreich                                    | – | Kroatien | 4:2 (2:1) |

Als Schiedsrichter der Partie hat die FIFA den Argentinier Néstor Pitana angesetzt, der bei diesem Turnier bereits sowohl ein Spiel der Franzosen (im Viertelfinale) als auch der Kroaten (im Achtelfinale gegen Dänemark) geleitet hatte. Die Bleus traten erneut mit ihrer Stammelf (siehe weiter oben) an, begannen besonders vorsichtig gegen gefährliche kroatische Angreifer und zeigten zu Beginn der ersten Hälfte gerade defensiv ungewohnte Schwächen bei Zweikämpfen (Pavard), der Balleroberung (Kanté) und im Passspiel. Dennoch ging es dank zweier ruhender Bälle von Griezmann mit einer knappen Führung in die Pause. Nach Wiederanpfiff bekam Frankreich Spiel und Gegner zusehends besser in den Griff; dazu trug auch die sehr frühzeitige Ersetzung des diesmal nahezu indisponierten, zudem aufgrund einer frühen Verwarnung gefährdeten Kanté durch Nzonzi bei, vor allem aber zwei gelungen herausgespielte und trocken abgeschlossene Tore durch Pogba und Mbappé. Auch ein Geschenk von Torhüter Lloris an Mario Mandžukić gab dem Match keine Wende mehr, so dass die Franzosen sich den zweiten Weltmeisterstern letztlich verdienten.
Für France Football waren Griezmann (als einziger mit einer 8 benotet), Varane, Hernandez, Pogba und Mbappé (jeweils eine 7), eingeschränkt auch noch Umtiti und der wiederum defensiv enorm wertvolle Giroud (beide die 6) die Stärksten im blauen Dress. Der Kicker sah gleichfalls in Griezmann (Note 1,5), Pogba und Mbappé (jeweils 2) die stärksten Bleus, bewertete aber Umtiti deutlich besser als Varane und legte an Giroud die Messlatte für einen klassischen Mittelstürmer an, wobei der Spieler von Chelsea naturgemäß schlecht (Note 4,5) wegkam. In die „Top-Elf der WM“ des deutschen Fachblatts fanden immerhin vier Franzosen – zusammen mit drei Belgiern, zwei Kroaten sowie je einem Kolumbianer und Schweden – Aufnahme, nämlich Varane, Kanté, Griezmann und Mbappé.

## Auszeichnungen
Drei offizielle Auszeichnungen gab es für Mitglieder des französischen Aufgebots: Antoine Griezmann erhielt den Silbernen Schuh als zweitbester Turniertorschütze und den Bronzenen Ball als drittbester Spieler, Kylian Mbappé erhielt die Trophäe als bester Nachwuchsfußballer. Zudem wurde Pavards Treffer im Achtelfinale gegen Argentinien zum Tor des Turniers gewählt.
Auch Didier Deschamps konnte seinem Palmarès eine weitere Ehrung hinzufügen: er ist nach Mário Zagallo und Franz Beckenbauer erst der Dritte, der sowohl als Spieler als auch als Trainer Weltmeister wurde. Im September wurde er zudem zum FIFA-Welttrainer des Jahres gekürt. Und Ende des Jahres standen sieben Franzosen in der 30 Spieler umfassenden Auswahl für den Ballon d’Or 2018: sechs Weltmeister (Lloris, Varane, Kanté, Pogba, Mbappé, Griezmann) sowie mit Karim Benzema ein Ex-Nationalspieler, der seit mittlerweile drei Jahren keine Berücksichtigung bei den Bleus mehr gefunden hat. Letztlich belegte von den Weltmeistern Torhüter Lloris den 29., Pogba den 15., Kanté den 11., Varane den 7., Mbappé den 4. und Griezmann den 3. Rang.